# 刘钱崧
刘钱崧（英語：John Ching Sung Lau）早年在长江实业(控股)及和记黄埔集团有限公司历任多个高级管理职位，之后于1993年被任命为加拿大赫斯基石油公司的首席执行官，继而在2000年升任为首席执行官及主席。

## 生平
刘钱崧毕业于澳大利亚昆士兰大学，获得了经济学和商务学双学士学位，同时是澳大利亚职业会计学会、英国专业管理秘书学会的院士级会员。早年曾在李嘉诚旗下的长江实业与和记黄埔集团担任多个高级主管职务。
1987年李嘉诚的长江实业向加拿大赫斯基石油投入32亿港元，到1993年已累计收购其43%的股份。1993 年，作为原长江实业及和记黄埔的高管，刘钱崧被任命为加拿大赫斯基石油公司的首席执行官。
赫斯基在1992年负债3.95亿加元，刘钱崧就任后，集团财务得到逆转。1998年，赫斯斯石油被《金融时报》和普华永道评为全世界能源及化工行业最受尊敬的企业之一。 2000年，刘钱崧升任为首席执行官及主席，赫斯基在当年8月于加拿大多伦多证券交易所上市。
2008年时，集团实现了创收37.5亿加元的业绩。2009年12月，赫斯基给全体股东的回报率已经达到了 490%，派发红利的总额也已经超过了60亿美元，赫斯基目前的市值已经超过300 亿加元。 相比当年32亿加元的收购价格，长和系的这笔投资在刘钱崧任内已经实现了超过3倍的回报。
2010年，赫斯基与中海油合作开发南海荔湾深水气田，时任公司亚太能源总裁的刘钱崧是主导人物之 一。
2011年从赫斯基能源退休，之后继续在全球油气工业界担任顾问。来自印度的Asim Ghosh接替他成为赫斯基的首席执行官。

## 社会活动

### 科学教育
刘钱崧在加拿大长期资助高等教育、研究和发展等。加拿大阿尔伯塔大学、马尼托巴大学等5所大学，向刘钱崧颁发了荣誉博士学位。刘钱崧是卡尔加里大学理事会成员，并曾出任该校审计委员会主席和基廉奖学基金会主任。
在中国大陆方面，他向中国石油大学(北京) 捐赠科研基金，并合作成立哈斯基材料腐蚀与防护研究中心。

### 政府职务
刘钱崧曾任职于加拿大阿尔伯塔省经济发展局董事会、加拿大石油生产商协会理事会。

## 慈善事业

### 医疗
刘钱崧参与的卫生事业，包括名誉赞助加拿大癌症协会、班夫中心和阿尔伯塔省儿童医院 。

### 少数族裔
多年以来，刘钱崧致力于帮助原住民社区，因此加拿大西部的四个印第安部落授予他“大地之子”荣誉酋长称号。

## 荣誉奖项

### 哈佛百强CEO
2009年，《哈佛商业评论》举办了世界百位顶尖CEO的评选中，刘钱崧排名第30。

### 英联邦及加拿大奖章
刘钱崧曾获得英国女王金禧奖章、阿尔伯塔省百年奖和萨斯喀彻温省百年奖章。萨斯喀彻温省授予他杰出服务奖。